# Drago Vuković
Drago Vuković (Split, 3 de agosto de 1983) é um handebolista profissional croata, campeão olímpico.